# Orleans megye (New York)
Orleans megye az Amerikai Egyesült Államokban, azon belül New York államban található. Megyeszékhelye Albion. Lakosainak száma 40 343 fő (2020. április 1.). Orleans megye Niagara, Genesee és Monroe megyékkel határos.

## Népesség
A megye népességének változása:
| Lakosok száma | 42 847 | 42 736 | 42 524 | 42 235 | 41 582 | 40 343 |
|               | 2010   | 2011   | 2012   | 2013   | 2015   | 2020   |